# R. c. Edwards Books and Art Ltd.
R. c. Edwards Books and Art Ltd. est un arrêt de principe de la Cour suprême du Canada en matière de liberté de religion. Il concerne la constitutionnalité d'une loi provinciale ontarienne de fermeture des commerces le dimanche. La Cour a conclu que la loi relevait du pouvoir de la province de légiférer, mais qu'elle violait le droit à la liberté de religion en vertu de l'alinéa 2a) de la Charte canadienne des droits et libertés («Charte»). Cependant, la constitutionnalité de la loi est préservée en raison de l'article 1 de la Charte. 
La Cour devait répondre à trois questions :
- 1) La loi relève-t-elle des pouvoirs législatifs de la province prévus à l'article 92 de la Loi constitutionnelle de 1867 ?
- 2) Est-ce qu'une partie de la Loi a enfreint les articles 2a, 7 ou 15 de la Charte ?
- 3) Est-ce que l'atteinte aux droits pourrait néanmoins être constitutionnelle en raison de l'article 1 de la Charte ?

La Cour a conclu que la loi relevait du pouvoir de la province, qu'elle violait l'article 2 (a), mais qu'elle pouvait être sauvegardée en vertu de l'article 1. Elle a rejeté les appels d'Edwards, Longo et Magder et a accueilli l'appel du ministère public de la décision Nortown, inscrivant une déclaration de culpabilité.

## Décision
L'opinion majoritaire a été rédigée par le juge en chef Dickson, avec l'accord des juges Chouinard et LeDain. Le juge LaForest a émis un deuxième avis, en accord avec le jugement du juge en chef Dickson avec un léger désaccord sur son application de l'article 1. Un troisième avis a été donné par le juge Beetz, le juge McIntyre étant d'accord, en accord avec le résultat du juge en chef Dickson, mais pour des raisons différentes, et a également conclu qu'il n'y avait pas eu violation de l'article 2 a).

### Avis du juge Dickson
Dickson a analysé le caractère véritable de la loi afin de déterminer si la loi peut être qualifiée de compétence provinciale ou fédérale. Cette analyse s'est concentrée sur la nature de la loi, qu'elle soit de nature religieuse ou laïque (c'est-à-dire liée aux droits civils et de propriété). Il a conclu qu'il était de nature laïque.
Dickson a fait remarquer que la loi ne tentait pas de promouvoir une idéologie religieuse, mais avait plutôt l'intention de fournir aux employés un jour de repos. Le choix du dimanche n'est pas déterminant d'un but religieux; d'autres pays utilisent le dimanche comme jour de repos pour des raisons entièrement laïques. L'exemption pour les personnes de confession juive n'est pas non plus suffisante pour démontrer un but religieux.
En ce qui concerne la deuxième question, Dickson a conclu à une violation marginale de l'alinéa 2a) en ce qui concerne Nortown seulement. Une entreprise qui a une pratique religieuse légitime et sincère qui les oblige à ouvrir un magasin le dimanche a le droit de le faire. La disposition qui tente d'accommoder ceux de confession juive était insuffisante pour attraper tous les pratiquants religieux sincères et violait ainsi l'article 2 (a). Une loi qui impose indirectement à un individu ou à un groupe un fardeau qui a pour effet de dégrader sa capacité de pratiquer sa religion est en violation de la Charte. Ici, la loi obligeait le propriétaire du magasin à choisir entre sa religion ou son entreprise et était donc dégradante pour sa foi.
En ce qui concerne les articles 7 et 15, Dickson a conclu qu'il n'y avait pas de privation de liberté ou d'effet préjudiciable pour enfreindre l'article 7, et il a également conclu qu'il ne pouvait pas y avoir d'allégation en vertu de l'article 15 car l'article n'était pas encore entré en vigueur au moment de l'accusation .
Sur la troisième question, Dickson a conclu que la violation pouvait être justifiée en vertu de l'article 1. En appliquant le critère de l'arrêt Oakes, il a conclu que le but de donner aux gens un jour de repos était manifestement urgent et réel, car le bien-être de tous les travailleurs est important , en particulier ceux du secteur de la vente au détail. Il a conclu que la loi était également proportionnelle. La loi correspondait à l'objectif de donner à tous les travailleurs un jour de repos et la disponibilité d'exceptions prévoyait une atteinte minimale.

### Avis du juge LaForest
LaForest était d'accord avec tout ce que Dickson a trouvé à l'exception de son interprétation de l'article 1. LaForest a déclaré que l'accent doit être mis sur la déférence envers le gouvernement de poursuivre ses objectifs, et sur cette base, le gouvernement ne devrait pas avoir à se soucier autant d'être aussi minime que Dickson suggéré.

### Avis du juge Beetz
La législation ne constitue pas une violation de la liberté de religion. Cette violation est due au choix de celui qui observe  le jour du samedi de faire primer les principes religieux sur l'avantage économique. Même s'il n'y avait pas de jour de repos universel, les personnes qui observent le jour du samedi seraient toujours économiquement désavantagés par rapport aux entreprises qui choisissaient de rester ouvertes tous les sept jours.

## Jugement dissident
La juge Bertha Wilson était la seule dissidente, affirmant que la Loi violait l'article 2 (a) et ne pouvait pas être sauvegardée en vertu de l'article 1. Comme LaForest, elle était d'accord avec le raisonnement de Dickson sur les deux premières questions, mais elle n'était pas d'accord avec l'analyse de l'article 1.
Wilson se concentre sur la proportionnalité de la loi. Elle a conclu que les aménagements étaient insuffisants. Ils étaient trop sélectifs, excluaient des segments importants de la population et créaient des catégories arbitraires de personnes.